# Gina Philips
Gina Philips, nata Gina Consolo (Miami Beach, 10 maggio 1970), è un'attrice statunitense.
È nota per i suoi ruoli ricorrenti nelle serie televisive Ally McBeal e Boston Public.
Al cinema è apparsa nei film Jeepers Creepers - Il canto del diavolo (2001) e La casa della peste (2008).

## Filmografia parziale

### Cinema
- Con gli occhi dell'amore (Breaking Free), regia di David Mackay (1995)
- Telling You, regia di Robert DeFranco (1998)
- Kiss (Living Out Loud), regia di Richard LaGravenese (1998)
- Jeepers Creepers - Il canto del diavolo (Jeepers Creepers), regia di Victor Salva (2001)
- Dark Memories - Ricordi terrificanti (Ring Around the Rosie), regia di Rubi Zack (2006)
- La casa della peste (The Sick House), regia di Curtis Radclyffe (2007)
- Chained, regia di Jennifer Lynch (2012)
- Jeepers Creepers 3, regia di Victor Salva (2017)

### Televisione
- Genitori in blue jeans (Growing Pains) – serie TV, un episodio (1992)
- Star Trek: Deep Space Nine – serie TV, un episodio (1993)
- Due poliziotti a Palm Beach (Silk Stalkings) – serie TV, un episodio (1993)
- Maledetta fortuna (Strange Luck) – serie TV, un episodio (1995)
- Dark Skies - Oscure presenze (Dark Skies) – serie TV, un episodio (1996)
- I viaggiatori (Sliders) – serie TV, un episodio (1996)
- Seven Days – serie TV, un episodio (1997)
- Ally McBeal – serie TV, 13 episodi (1999-2000)
- Boston Public – serie TV, 5 episodi (2001)
- E.R. - Medici in prima linea (ER) – serie TV, 2 episodi (2002)
- CSI - Scena del crimine (CSI - Crime Scene Investigation) – serie TV, un episodio (2002)
- Medium – serie TV, un episodio (2007)
- Detective Monk (Monk) – serie TV, episodio 6x10 (2007)

## Doppiatrici italiane
Nelle versioni in italiano delle opere in cui ha recitato, Gina Philips è stata doppiato da:
- Maura Cenciarelli in Jeepers Creepers - Il canto del diavolo (doppiaggio originale 2002)
- Emanuela Ionica in Jeepers Creepers - Il canto del diavolo (Ridoppiaggio 2025)
- Rossella Acerbo in CSI - Scena del crimine
- Laura Lenghi in Detective Monk
- Chiara Salerno in CSI: NY